# Koki Negi
Koki Negi (根木 洸希 Negi Koki?), född 17 maj 2000 i Osaka prefektur, är en japansk fotbollsspelare.
Negi började sin karriär 2018 i Cerezo Osaka.